# Mormyrus bernhardi
Mormyrus bernhardi är en fiskart som beskrevs av Pellegrin 1926. Mormyrus bernhardi ingår i släktet Mormyrus och familjen Mormyridae. IUCN kategoriserar arten globalt som otillräckligt studerad. Inga underarter finns listade i Catalogue of Life.